# 亨利·利文斯顿
亨利·利文斯顿（英語：Henry Brockholst Livingston，1757年11月25日—1823年3月18日），是美国独立战争时期的政治家，后來担任美国最高法院大法官。

## 生平
亨利·利文斯顿出生于纽约市，是利文斯顿家族成员，威廉·利文斯顿之子。1774年，他在新泽西州立大学（即后普林斯顿大学）获得本科学位。在美国独立战争时期，他在纽约战线中担任陆军中校，於1775年至1777年之间，担任菲利普·斯凯勒将军的助理。在萨拉托加战役中，担任大将军贝内迪克特·阿诺德（Major General）的副官。随后他担任约翰·杰伊的私人秘书。1779年至1782年之间，他担任美国驻西班牙使者。1782年，利文斯顿曾经被英国政府囚禁于纽约。战争之后，利文斯顿学习司法并在1783年获得律师执照，并在纽约市开设律所。
1802年至1807年，利文斯顿担任纽约州最高法院的法官，期间在案件皮尔森诉珀斯特案（3 Cai. R. 175, (1805)）中阐述著名异议。两年后，1806年11月10日，利文斯顿接受托马斯·杰弗逊总统的休会任命，填补因威廉·帕特森离任而导致的美国联邦最高法院的空缺席位。1806年12月15日，利文斯顿被正式提名；1806年12月17日，美国参议院通过，利文斯顿在1807年1月16日正式接受委任。他在最高法院一直任职，直至1823年去世。在任期间，他的意见通常与首席大法官约翰·马歇尔保持一致。当时，最高法院的法官需要经常参加巡回审理，绝大多数利文斯顿负责的案件均在纽约州。
利文斯顿死于首府华盛顿特区，后葬于纽约布鲁克林的绿荫公墓。

## 相关
- 美国最高法院大法官列表